# Ma grand-mère repassait les chemises du roi
Pour plus de détails, voir Fiche technique et Distribution.
Ma grand-mère repassait les chemises du roi (My Grandmother Ironed the King's Shirts) est un court métrage d'animation de Torill Kove, créé en Montréal et coproduit par MikroFilm AS de Norvège et l'Office national du film du Canada. Le film a été nommé pour un Oscar du meilleur court-métrage d'animation au 72e cérémonie des Oscars.
La musique du film a été composée par le mari de Kove, Kevin Dean, un musicien montréalais et professeur de jazz à l'École de musique Schulich.

## Synopsis
Torill Kove suit le fil d'une histoire familiale, qu'elle enjolive en chemin avec beaucoup de drôlerie. Elle rend de façon inventive la vie et le travail de sa grand-mère à Oslo, particulièrement pendant la Deuxième Guerre mondiale, y compris ce que son rôle, réel ou imaginaire, dans la résistance norvégienne.

## Adaptation
Le film a inspiré un livre pour enfants en anglais de 2017, dans le cadre d'un accord entre l'ONF et Firefly Books.